# 瀬戸市立掛川小学校
瀬戸市立掛川小学校（せとしりつ かけがわしょうがっこう）は、愛知県瀬戸市下半田川町にある公立小学校。

## 概要
- 瀬戸市の北端に位置し、校区は春日井市及び岐阜県多治見市と境を接している。
- 周囲を山に囲まれ、全域が市街化調整区域でもあるため人口の流入がほとんどなく、市内で最も小規模な学校である。
- 下半田川町、定光寺町が校区であり、公立中学校の進学先は瀬戸市立品野中学校である[1][2]。
- 2020年（令和2年）4月現在の児童数は25名であり、瀬戸市内の小学校では最も児童数が少ない。また、瀬戸市の小学校で最も北に位置する。
- 学校教育目標は「ともに学びあう　心豊かなたくましい子の育成」である。
- 周囲の恵まれた自然環境と小規模であることを生かして、特色ある教育活動に取り組んでいる。
- 旧・東春日井郡品野町の小学校であった。

## 沿革
- 1872年（明治5年） - 沓掛村上内垣外(かみうちがいと)の観音堂に義校(民間の簡易初等学校)開校。沓掛村、下半田川村の児童が通学する。
- 1873年（明治6年）1月 - 第30番東明学校沓掛出張所 観音堂にあった義校をそのまま出張所に移行
- 1874年（明治7年） 3月 - 東明学校沓掛分校 出張所の名を廃し、沓掛分校とした。
- 1876年（明治9年）第3中学区第138番赤津学校沓掛分校
- 1879年（明治12年）12月 - 学制改革により校名変更し独立　第3中学区第30番小学沓掛学校に改称する。
- 1883年（明治16年）下半田川分教場 八劔社南に開設下半田川学校と称した。
- 1889年（明治22年）10月1日 - 沓掛村、下半田川村が合併し、掛川村が誕生。
- 1892年（明治25年）10月1日 - 掛川尋常小学校と改称した。
- 1896年（明治29年）観音堂跡に新校舎竣工
- 1897年（明治30年）下半田川分教場を廃止
- 1906年（明治39年）7月16日 - 上品野村、下品野村、掛川村が合併し、品野村が発足。
- 1912年（大正元年）9月21日 - 沓掛字半ノ木1223-11に校舎を新築するが、校舎完成から間もない9月21日の暴風雨により校舎は倒壊する。
- 1913年（大正2年）4月1日 -高等科併設したため掛川尋常高等小学校と校名変更
- 1913年（大正2年）10月30日 -沓掛字後田1202に倒壊した校舎の資材を使用して「つっかい棒のある堅牢な校舎」を再建する。これよりつん張り学校が始まる。倒壊した校舎の跡地は、上の運動場と言った。
- 1924年（大正13年）1月1日 - 品野村が町制施行し、品野町となる。
- 1941年（昭和16年）4月1日 - 掛川国民学校に改称する。
- 1947年（昭和22年）4月1日 - 品野町立掛川小学校に改称する。
- 1955年（昭和30年） - 校舎を改築する。
- 1959年（昭和34年）4月1日 - 品野町が瀬戸市に編入される。同時に瀬戸市立掛川小学校に改称する。
- 1960年（昭和35年） - 校舎を改築する。
- 1983年（昭和58年） - 新校舎が完成する。
- 1987年（昭和62年） - 屋内運動場が完成する

児童数の変遷
- 1947年（昭和22年）140人
- 1957年（昭和32年）126人
- 1967年（昭和42年）52人
- 1977年（昭和52年）68人
- 1987年（昭和62年）61人
- 1997年（平成9年） 52人
- 2007年（平成19年）19人
- 2017年（平成29年）38人

## 交通アクセス
- 瀬戸市コミュニティバス下半田川線「掛川小学校」バス停より徒歩約3分。
- 中央本線定光寺駅下車、徒歩約50分。